# Grove Park Inn
Grove Park Inn es un histórico hotel con categoría de cuatro estrellas situado en la ladera oeste de Sunset Mountain dentro de Blue Ridge Mountains en la ciudad Asheville (Carolina del Norte). Grove Park Inn fue inaugurado en 1913 y actualmente se encuentra incluido dentro del Registro Nacional de Lugares Históricos de los Estados Unidos como un ejemplo destacable de arte cultural.
Entre sus características más destacables cabe mencionar que en 2008 ocupó el puesto número 13 en el ranking de mejores hoteles y lugares de ocio del mundo.

## Huéspedes célebres
Por el hotel Grove Park Inn han pasado las figuras más importantes de todos los ámbitos y épocas. Los huéspedes más destacables de este hotel han sido los siguientes:
- William Jennings Bryan
- Thomas Edison
- Henry Ford
- Harvey Firestone
- Elbert Hubbard
- Woodrow Wilson
- John D. Rockefeller
- Gen. John J. Pershing
- Jerry Seinfeld
- John Waters
- David & Amy Sedaris
- Mischa Barton
- Mike Huckabee
- Bev Perdue
- Sanjay Gupta
- Charles Schwab
- William Howard Taft
- Franklin D. Roosevelt
- Herbert Hoover
- Dwight Eisenhower
- Enrico Caruso
- Harry Houdini
- Al Jolson
- F. Scott Fitzgerald
- Bobby Jones
- Wiley Post
- Will Rogers
- Bill Tilden
- Billy Graham
- Barack Obama
- Dr.Carlos Martinez Mendez

- Datos: Q5611436
- Multimedia: Grove Park Inn / Q5611436